# ジェイコブ・プレイデル＝ブーヴェリー (第2代ラドナー伯爵)
第2代ラドナー伯爵ジェイコブ・プレイデル＝ブーヴェリー（英語: Jacob Pleydell-Bouverie, 2nd Earl of Radnor FRS FSA、出生名ジェイコブ・ブーヴェリー（Jacob Bouverie）、1750年3月4日 – 1828年1月27日）は、イギリスの貴族、政治家。1771年から1776年まで庶民院議員を務めた。1765年から1776年までフォルクストン子爵の儀礼称号を使用した。

## 生涯

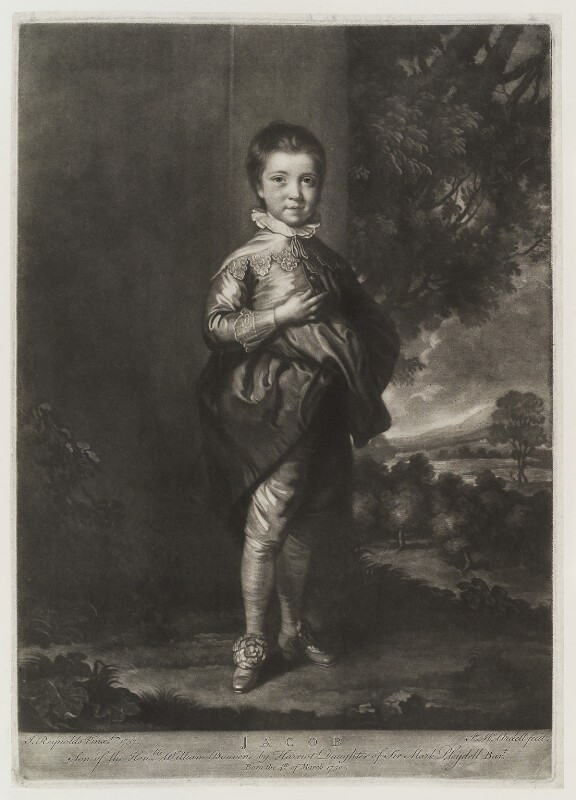
第2代ラドナー伯爵、1757年。ジョシュア・レノルズの作品に基づくメゾチント。

初代ラドナー伯爵ウィリアム・ブーヴェリーと1人目の妻ハリエット（Harriet、旧姓プレイデル（Pleydell）、1750年5月29日没、初代準男爵サー・マーク・ステュアート・プレイデルの娘）の息子として、1750年3月4日に生まれ、15日にセント・ジョージ・ハノーヴァー・スクエアで洗礼を受けた。1762年よりハーロー校で教育を受けた後、1767年7月8日にオックスフォード大学ユニヴァーシティ・カレッジに入学、1770年にB.A.の学位を、1773年にM.A.の学位を修得した。1768年10月14日に母方の祖父が死去すると、その遺産を継承、遺言状に基づき姓を「プレイデル＝ブーヴェリー」に改めた。
1771年5月、叔父エドワード・ブーヴェリー閣下が庶民院議員を辞任して、ソールズベリー選挙区の議席をフォルクストン子爵に譲った。ブーヴェリー家のソールズベリー選挙区における勢力は強く、フォルクストン子爵は1774年イギリス総選挙で再選した。議会では1772年3月に議会の会期短縮法案に賛成、1772年4月に国教忌避者解放を支持、1774年2月にグレンヴィル法を恒久法にする法案に賛成、同年にケベック法に反対した。
1776年1月28日に父が死去すると、ラドナー伯爵位を継承した。貴族院では同年5月20日に初演説した。貴族院に移籍した後はノース内閣に対する野党の立場を取り続け、フォックス＝ノース連立内閣期（1783年）ではチャールズ・ジェームズ・フォックスの東インド法案に反対票を投じ、第1次小ピット内閣期（1783年 – 1801年）では首相小ピットを支持した。ソールズベリー選挙区では1776年から1802年まで弟ウィリアム・ヘンリーが、1802年から1828年まで長男ウィリアムが当選し続け、ラドナー伯爵は選挙区管理をめぐり息子に度々アドバイスした。選挙区での世論にも気を配り、息子にカトリック解放への賛成票を投じないよう命じてソールズベリーの地方自治体（corporation）を怒らせないようにした。
1791年から1819年12月9日までバークシャー統監を務めた。
1779年4月15日、ロンドン考古協会フェローに選出された。1795年2月12日、王立協会フェローに選出された。
1828年1月27日に死去、息子ウィリアムが爵位を継承した。第2代ラドナー伯爵の手紙は現存しないものの、議会での演説や投票が詳しく記載された手帳は1964年時点でもラドナー伯爵家が所有している。

## 家族
1777年1月24日、アン・ダンクーム（Anne Duncombe、1750年6月10日 – 1829年10月14日、初代フェヴァーシャム男爵アンソニー・ダンクームの娘）と結婚、5男3女をもうけた。
- メアリー・アン（1778年4月23日 – 1790年10月5日[10]）
- ウィリアム（英語版）（1779年5月11日 – 1869年4月10日） - 第3代ラドナー伯爵[1]
- ダンクーム（英語版）（1780年6月28日 – 1850年11月5日） - 海軍軍人、庶民院議員。1809年12月27日、ルイーザ・メイ（Louisa May、ジョセフ・メイの娘）と結婚、1女をもうけた[11]
- ローレンス（1781年8月6日 – 1811年11月22日[10]）
- ハリエット（1782年9月2日 – 1794年12月31日[10]）
- バーバラ（1783年10月17日 – 1798年6月26日[10]）
- フレデリック（1785年11月16日 – 1857年6月6日） - 聖職者。1814年2月1日、エリザベス・サリヴァン（Elizabeth Sullivan、1846年7月2日没、初代準男爵サー・リチャード・ジョセフ・サリヴァン（英語版）の娘）と結婚、子供あり[12]
- フィリップ（英語版）（1788年10月21日 – 1872年5月23日） - 庶民院議員。1811年11月7日、マリア・エイコート（Maria A’Court、初代準男爵サー・ウィリアム・エイコート（英語版）の娘）と結婚、子供あり[13]